# Peter Grau
Peter Grau (8 de Março de 1920 - 12 de Junho de 1944) foi um comandante de U-Boot que serviu na Kriegsmarine durante a Segunda Guerra Mundial.